# Casegas
Casegas ist ein Ort und eine ehemalige Gemeinde (Freguesia) im portugiesischen Kreis Covilhã. Die Gemeinde hatte 424 Einwohner (Stand 30. Juni 2011).
Am 29. September 2013 wurden die Gemeinden Casegas und Ourondo zur neuen Gemeinde União das Freguesias de Casegas e Ourondo zusammengeschlossen. Casegas ist Sitz dieser neu gebildeten Gemeinde.